# Bộ trưởng Không quân Hoa Kỳ
Bộ trưởng Không lực Hoa Kỳ (Secretary of the Air Force) là người viên chức dân sự lãnh đạo Bộ Không lực Hoa Kỳ, một bộ quân chủng đặc trách không lực dưới quyền của Bộ Quốc phòng Hoa Kỳ. Bộ trưởng Không lực do Tổng thống Hoa Kỳ đề cử và phải được Thượng viện Hoa Kỳ xác nhận bằng tỉ lệ đa số phiếu mới được bổ nhiệm. Bộ trưởng Không lực Hoa Kỳ báo cáo trực tiếp với Bộ trưởng Quốc phòng Hoa Kỳ. Bộ trưởng Không lực có trách nhiệm và quyền lực điều hành tất cả các công việc của Bộ Không lực Hoa Kỳ. Bộ trưởng Không lực làm việc cùng với phó tướng quân sự của mình là Tham mưu trưởng Không lực Hoa Kỳ, vị sĩ quan cao cấp nhất trong Không lực Hoa Kỳ.
Bộ trưởng Không lực đầu tiên là Stuart Symington được bổ nhiệm vào năm 1947 theo sau việc tái tổ chức Không lực Lục quân Hoa Kỳ thành một quân chủng riêng biệt khỏi Lục quân Hoa Kỳ.

## Văn phòng bộ trưởng
Thành phần chính của văn phòng Bộ trưởng Không lực Hoa Kỳ gồm có Thứ trưởng Không lực Hoa Kỳ, các trợ tá, tổng cố vấn, tổng thanh tra, ủy ban chính sách không lực, các văn phòng và chức vụ khác được thiết lập theo luật hoặc theo ý của bộ trưởng. Văn phòng bộ trưởng có trách nhiệm về mua quân trang quân dụng và kiểm toán, các vấn đề về tài chính, vấn đề tổng thanh tra, vấn đề pháp lý và vấn đề liên quan đến công chúng.

## Danh sách các bộ trưởng theo thời gian
| No.    | Image                    | Name                   | Term of office            | Term of office            | Term of office                    | Secretary of Defense                                                   | Appointed by President |
| No.    | Image                    | Name                   | Began                     | Ended                     | Days of Service                   | Secretary of Defense                                                   | Appointed by President |
| ------ | ------------------------ | ---------------------- | ------------------------- | ------------------------- | --------------------------------- | ---------------------------------------------------------------------- | ---------------------- |
| 1      |                          | W. Stuart Symington    | ngày 18 tháng 9 năm 1947  | ngày 24 tháng 4 năm 1950  | 949                               | James Forrestal Louis Johnson                                          | Harry S. Truman        |
| 2      |                          | Thomas K. Finletter    | ngày 24 tháng 4 năm 1950  | ngày 20 tháng 1 năm 1953  | 1002                              | Louis Johnson George Marshall Robert Lovett                            | Harry S. Truman        |
| 3      |                          | Harold E. Talbott      | ngày 4 tháng 2 năm 1953   | ngày 13 tháng 8 năm 1955  | 920                               | Charles Wilson                                                         | Dwight D. Eisenhower   |
| 4      |                          | Donald A. Quarles      | ngày 15 tháng 8 năm 1955  | ngày 30 tháng 4 năm 1957  | 624                               | Charles Wilson                                                         | Dwight D. Eisenhower   |
| 5      |                          | James H. Douglas, Jr.  | ngày 1 tháng 5 năm 1957   | ngày 10 tháng 12 năm 1959 | 953                               | Charles Wilson Neil McElroy Thomas Gates                               | Dwight D. Eisenhower   |
| 6      |                          | Dudley C. Sharp        | ngày 11 tháng 12 năm 1959 | ngày 20 tháng 1 năm 1961  | 406                               | Thomas Gates                                                           | Dwight D. Eisenhower   |
| 7      |                          | Eugene M. Zuckert      | ngày 24 tháng 1 năm 1961  | ngày 30 tháng 9 năm 1965  | 1710                              | Robert McNamara                                                        | John F. Kennedy        |
| 8      |                          | Harold Brown           | ngày 1 tháng 10 năm 1965  | ngày 15 tháng 2 năm 1969  | 1233                              | Robert McNamara Clark Clifford Mel Laird                               | Lyndon B. Johnson      |
| 9      |                          | Robert C. Seamans, Jr. | ngày 15 tháng 2 năm 1969  | ngày 15 tháng 5 năm 1973  | 1550                              | Mel Laird Elliot Richardson                                            | Richard M. Nixon       |
| Acting |                          | John L. McLucas        | ngày 15 tháng 5 năm 1973  | ngày 18 tháng 7 năm 1973  | 64                                | Elliot Richardson Bill Clements Acting James Schlesinger               | Richard M. Nixon       |
| 10     | ngày 18 tháng 7 năm 1973 | John L. McLucas        | ngày 23 tháng 11 năm 1975 | 858                       | James Schlesinger Donald Rumsfeld |                                                                        | Richard M. Nixon       |
| Acting |                          | James W. Plummer       | ngày 24 tháng 11 năm 1975 | ngày 1 tháng 1 năm 1976   | 38                                | Donald Rumsfeld                                                        | Gerald Ford            |
| 11     |                          | Thomas C. Reed         | ngày 2 tháng 1 năm 1976   | ngày 6 tháng 4 năm 1977   | 460                               | Donald Rumsfeld Harold Brown                                           | Gerald Ford            |
| 12     |                          | John C. Stetson        | ngày 6 tháng 4 năm 1977   | ngày 18 tháng 5 năm 1979  | 772                               | Harold Brown                                                           | Jimmy Carter           |
| Acting |                          | Hans Mark              | ngày 18 tháng 5 năm 1979  | ngày 26 tháng 7 năm 1979  | 69                                | Harold Brown                                                           | Jimmy Carter           |
| 13     | ngày 26 tháng 7 năm 1979 | Hans Mark              | ngày 9 tháng 2 năm 1981   | 564                       | Harold Brown Caspar Weinberger    |                                                                        | Jimmy Carter           |
| 14     |                          | Verne Orr              | ngày 9 tháng 2 năm 1981   | ngày 30 tháng 11 năm 1985 | 1755                              | Caspar Weinberger                                                      | Ronald Reagan          |
| 15     |                          | Russell A. Rourke      | ngày 9 tháng 12 năm 1985  | ngày 6 tháng 4 năm 1986   | 118                               | Caspar Weinberger                                                      | Ronald Reagan          |
| Acting |                          | Edward C. Aldridge Jr. | ngày 6 tháng 4 năm 1986   | ngày 8 tháng 6 năm 1986   | 63                                | Caspar Weinberger                                                      | Ronald Reagan          |
| 16     | ngày 9 tháng 6 năm 1986  | Edward C. Aldridge Jr. | ngày 16 tháng 12 năm 1988 | 921                       | Caspar Weinberger Frank Carlucci  |                                                                        | Ronald Reagan          |
| Acting |                          | James F. McGovern      | ngày 16 tháng 12 năm 1988 | ngày 29 tháng 4 năm 1989  | 134                               | Frank Carlucci William Howard Taft IV Acting Dick Cheney               | Ronald Reagan          |
| Acting |                          | John J. Welch, Jr.     | ngày 29 tháng 4 năm 1989  | ngày 21 tháng 5 năm 1989  | 22                                | Dick Cheney                                                            | George H. W. Bush      |
| 17     |                          | Donald B. Rice         | ngày 1 tháng 5 năm 1989   | ngày 20 tháng 1 năm 1993  | 1360                              | Dick Cheney                                                            | George H. W. Bush      |
| Acting |                          | Michael B. Donley      | ngày 20 tháng 1 năm 1993  | ngày 13 tháng 7 năm 1993  | 174                               | Les Aspin                                                              | Bill Clinton           |
| Acting |                          | Merrill A. McPeak      | ngày 14 tháng 7 năm 1993  | ngày 5 tháng 8 năm 1993   | 22                                | Les Aspin                                                              | Bill Clinton           |
| 18     |                          | Sheila E. Widnall      | ngày 6 tháng 8 năm 1993   | ngày 31 tháng 10 năm 1997 | 1547                              | Les Aspin William Perry William Cohen                                  | Bill Clinton           |
| Acting |                          | F. Whitten Peters      | ngày 1 tháng 11 năm 1997  | ngày 30 tháng 7 năm 1999  | 636                               | William Cohen                                                          | Bill Clinton           |
| 19     | ngày 30 tháng 7 năm 1999 | F. Whitten Peters      | ngày 20 tháng 1 năm 2001  | 540                       |                                   | William Cohen                                                          | Bill Clinton           |
| Acting |                          | Lawrence J. Delaney    | ngày 21 tháng 1 năm 2001  | ngày 31 tháng 5 năm 2001  | 130                               | Donald Rumsfeld                                                        | George W. Bush         |
| 20     |                          | James G. Roche         | ngày 1 tháng 6 năm 2001   | ngày 20 tháng 1 năm 2005  | 1329                              | Donald Rumsfeld                                                        | George W. Bush         |
| Acting |                          | Peter B. Teets         | ngày 20 tháng 1 năm 2005  | ngày 25 tháng 3 năm 2005  | 64                                | Donald Rumsfeld                                                        | George W. Bush         |
| Acting |                          | Michael Montelongo     | ngày 25 tháng 3 năm 2005  | ngày 28 tháng 3 năm 2005  | 3                                 | Donald Rumsfeld                                                        | George W. Bush         |
| Acting |                          | Michael L. Dominguez   | ngày 28 tháng 3 năm 2005  | ngày 29 tháng 7 năm 2005  | 123                               | Donald Rumsfeld                                                        | George W. Bush         |
| Acting |                          | Pete Geren             | ngày 29 tháng 7 năm 2005  | ngày 4 tháng 11 năm 2005  | 98                                | Donald Rumsfeld                                                        | George W. Bush         |
| 21     |                          | Michael Wynne          | ngày 4 tháng 11 năm 2005  | ngày 20 tháng 6 năm 2008  | 959                               | Donald Rumsfeld Robert Gates                                           | George W. Bush         |
| Acting |                          | Michael B. Donley      | ngày 21 tháng 6 năm 2008  | ngày 2 tháng 10 năm 2008  | 103                               | Robert Gates Leon Panetta Chuck Hagel                                  | Barack Obama           |
| 22     | ngày 2 tháng 10 năm 2008 | Michael B. Donley      | ngày 21 tháng 6 năm 2013  | 1723                      |                                   | Robert Gates Leon Panetta Chuck Hagel                                  | Barack Obama           |
| Acting |                          | Eric Fanning           | ngày 21 tháng 6 năm 2013  | ngày 20 tháng 12 năm 2013 | 182                               | Chuck Hagel Ashton Carter                                              | Barack Obama           |
| 23     |                          | Deborah Lee James      | ngày 20 tháng 12 năm 2013 | ngày 20 tháng 1 năm 2017  | 1127                              | Chuck Hagel Ashton Carter                                              | Barack Obama           |
| Acting |                          | Lisa Disbrow           | ngày 20 tháng 1 năm 2017  | ngày 16 tháng 5 năm 2017  | 116                               | Jim Mattis Patrick M. Shanahan Acting                                  | Donald Trump           |
| 24     |                          | Heather Wilson         | ngày 16 tháng 5 năm 2017  | ngày 31 tháng 5 năm 2019  | 745                               | Jim Mattis Patrick M. Shanahan Acting                                  | Donald Trump           |
| Acting |                          | Matthew Donovan        | ngày 1 tháng 6 năm 2019   | Incumbent                 | 2121                              | Patrick M. Shanahan Acting Mark Esper Acting Richard V. Spencer Acting | Donald Trump           |